# Lukavica, Zvolen
Lukavica este o comună slovacă, aflată în districtul Zvolen din regiunea Banská Bystrica, pe malul râului Q12770586⁠(d). Localitatea se află la altitudinea de 339 m deasupra n.m., se întinde pe o suprafață de 5,16 km2 și în 2017 număra 263 de locuitori.

## Istoric
Localitatea Lukavica este atestată documentar din 1389.

## Demografie
| An:                | 1994 | 2004   | 2014    | 2024    |
| ------------------ | ---- | ------ | ------- | ------- |
| Număr de persoane: | 153  | 143    | 165     | 287     |
| Diferență:         |      | −6,53% | +15,38% | +73,93% |

| An:                | 2023 | 2024   |
| ------------------ | ---- | ------ |
| Număr de persoane: | 284  | 287    |
| Diferență:         |      | +1,05% |